# 8297 Жерардфор
8297 Жерардфор (8297 Gérardfaure) — астероїд головного поясу, відкритий 18 серпня 1993 року.
Тіссеранів параметр щодо Юпітера — 3,632.